# Kaukasische Zelkove

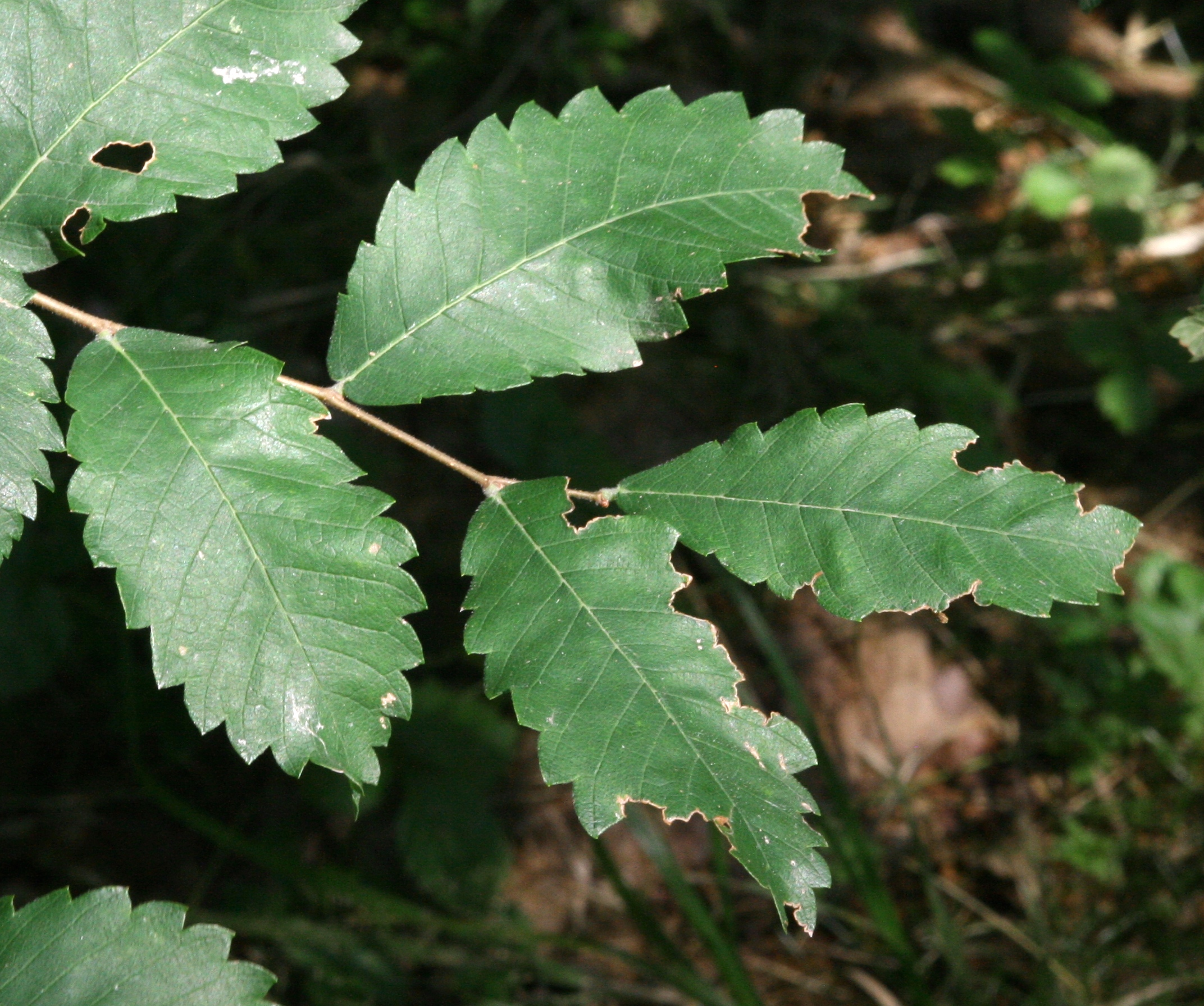
Blätter

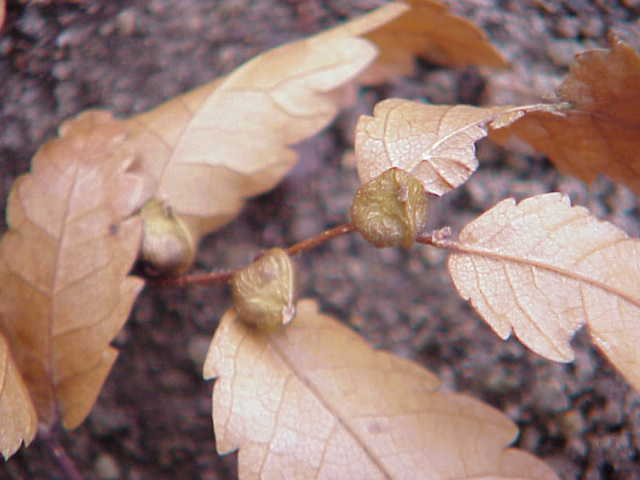
Früchte der Kaukasischen Zelkove (Zelkova carpinifolia)

Die Kaukasische Zelkove (Zelkova carpinifolia, Syn.: Zelkova crenata, Zelkova ulmoides) ist eine Pflanzenart aus der Gattung der Zelkoven (Zelkova) und gehört in die Familie der Ulmengewächse (Ulmaceae).

## Beschreibung
Die Kaukasische Zelkove ist ein sommergrüner Baum mit kurzem Stamm, der Wuchshöhen über 25 Meter erreicht. Der Stammdurchmesser erreicht über 2 Meter. Die Kaukasische Zelkove bildet Wurzelbrut. Sie wächst meist mehrstämmig mit steil aufwärts gerichteten Ästen. Die Krone wird dadurch eiförmig. Die Rinde ist anfangs glatt, grau und buchenähnlich. Später bricht die Borke schuppig auf und legt gelbrötliche Ringe frei. 
Die wechselständigen, einfachen, kurz gestielten und eiförmigen bis -lanzettlichen, grob, oft feinspitzig, gesägten Laubblätter sind zwischen 2 und 7,5 Zentimeter lang, mit sechs bis zwölf Seitennervenpaaren. Die spitze Blattspitze ist nur kurz ausgezogen. Die Blätter sind oberseits rau und auf der Unterseite im Bereich der Nerven behaart.
Die kleinen, grünlichen und fast sitzenden Blüten mit einfacher Blütenhülle sind männlich oder zwittrig, die Pflanze ist also andromonözisch. Die Blüten erscheinen achselständig, einzeln oder zu wenigen. Das Perianth ist 4–7-teilig.
Die einsamigen, rundlichen bis eiförmigen, trockenen und harten Steinfrüchte mit beständigem Perianth sind bis 5 Millimeter groß mit vier Rippen. Die Früchte bleiben noch lange stehen.

## Verbreitung
Das Verbreitungsgebiet der Kaukasischen Zelkove liegt im Kaukasus. Hauptvorkommen sind in den Auwäldern am Rande des Kaspischen Meeres. Dort bildet sie Mischwälder mit Platanus orientalis, Quercus castaneifolia und Pterocarya fraxinifolia. Im Talisch-Gebirge steigt sie bis in Höhenlagen von 1500 Meter hinauf. Im Elburs-Gebirge findet man sie bis zu einer Höhe von 1000 Meter.
Die Art gilt als gefährdet.

## Verwendung
In England ist die Kaukasische Zelkove ein Parkbaum. In Mitteleuropa wird sie selten angebaut, da sie nicht völlig winterhart ist. Sie wird auf Grund ihrer kleinen Blätter als Bonsai gestaltet.
Das mittelschwere Holz ist hart und beständig.